# 马庙乡
马庙乡，是中华人民共和国四川省乐山市犍为县曾经下辖的一个乡。2019年12月，撤消马庙乡，将原马庙乡天池村、小村村、成新村划归石溪镇管辖，原马庙乡马王庙街社区、白果村、集和村、顶塘村、莲花村、十月村、小林村、治安村、藕花村所属行政区域划归芭沟镇管辖。

## 行政区划
马庙乡撤销前下辖以下地区：
马王庙街社区、小村、成新村、治安村、天池村、藕花村、白果村、集和村、顶塘村、莲花村、十月村和小林村。